# Saint-Sylvestre (Ardèche)
Saint-Sylvestre è un comune francese di 498 abitanti situato nel dipartimento dell'Ardèche della regione dell'Alvernia-Rodano-Alpi.

## Società

### Evoluzione demografica
Abitanti censiti